# الحب المجاور
الحب المجاور (بالكورية: 엄마친구아들)‏ هو مسلسل تلفزيوني كوري جنوبي، من تأليف شين ها-اون، وإخراج يوو جي-وون، وبطولة جونغ هاي إن، جونغ سو مين. عرض على قناة تي في إن في 17 أغسطس الى 6 أكتوبر 2024، تم بثه كل يومي السبت والاحد الساعة 21:20 (KST).

## القصة
تدور القصة عن امرأة تريد تغيير حياتها التي لا تحبها وابن صديقة امها الذي يعرف جيدًا طفولتها المخزية.

## طاقم
- جونغ هاي إن في دور تشوي سيونغ هيو.[5][6]

سيونغ هيو هو ابن صديقة والدة سيوك ريو. سيونغ هيو، وهو المهندس المعماري الشاب الذي يجذب الانتباه، محبوب من الجميع لأنه مثالي ليس فقط في مهاراته ولكن أيضًا في المظهر والشخصية. الماضي المظلم الوحيد في حياته هو باي سيوك ريو.
- جونغ سو مين في دور باي سيوك ريو.[8][9]

سيوك-ريو، الملقبة بـ باي الذرة سورجرام، هي مديرة انتاج لمجموعة عالمية تسمى كودز وركلاز. لقد انهارت فجأة ذات يوم وعادت إلى مسقط رأسها لتبدأ حياتها من جديد.
- كيم جي يون في دور جيونغ مو أوم.[10][11]

جيونغ مي-اون هي صديق الطفولة سيوك-ريو وسيونغ-هيو. باعتبارها جزءًا من الفرسان الثلاثة، فهي تعرف التاريخ المظلم لهما أفضل من أي شخص آخر. هي مسعفة تفيض بالعاطفة والعدالة، وتؤمن بأن الحمض النووي للبطولة يتدفق بجسدها. منذ طفولتها، كانت تحلم بأن تكون بطلة، لذا فهي تفتخر كثيرًا بإنقاذ حياة الناس.
- يون جي أون في دور كانغ دان هو.[12]

كانغ دان هو مراسل ميداني يسعى وراء الحقائق فقط.

## المشاهدات
| الموسم | الموسم | رقم الحلقة | رقم الحلقة | رقم الحلقة | رقم الحلقة | رقم الحلقة | رقم الحلقة | رقم الحلقة | رقم الحلقة | رقم الحلقة | رقم الحلقة | رقم الحلقة | رقم الحلقة | رقم الحلقة | رقم الحلقة | رقم الحلقة | رقم الحلقة | المتوسط |
| الموسم | الموسم | 1          | 2          | 3          | 4          | 5          | 6          | 7          | 8          | 9          | 10         | 11         | 12         | 13         | 14         | 15         | 16         | المتوسط |
| ------ | ------ | ---------- | ---------- | ---------- | ---------- | ---------- | ---------- | ---------- | ---------- | ---------- | ---------- | ---------- | ---------- | ---------- | ---------- | ---------- | ---------- | ------- |
|        | 1      | 1.296      | 1.605      | 1.143      | 1.793      | 1.334      | 1.728      | 1.073      | 1.722      | 1.170      | 1.535      | 1.511      | 1.968      | 1.333      | 1.750      | 1.453      | 2.095      | 1.532   |

| الحلقات | تاريخ البث     | تقييمات (نيلسن كوريا) | تقييمات (نيلسن كوريا) |
| الحلقات | تاريخ البث     | على الصعيد الوطني     | سول                   |
| ------- | -------------- | --------------------- | --------------------- |
| 1       | 17 اغسطس 2024  | 4.899%                | 5.854                 |
| 2       | 18 اغسطس 2024  | 5.977%                | 6.656%                |
| 3       | 24 أغسطس 2024  | 4.276%                | 4.789%                |
| 4       | 25 أغسطس 2024  | 6.581%                | 7.723%                |
| 5       | 31 اغسطس 2024  | 4.760%                | 5.249%                |
| 6       | 1 سبتمبر 2024  | 6.788%                | 7.627%                |
| 7       | 7 سبتمبر 2024  | 3.978%                | 4.426%                |
| 8       | 8 سبتمبر 2024  | 6.472%                | 7.489%                |
| 9       | 14 سبتمبر 2024 | 4.545%                | 5.254%                |
| 10      | 15 سبتمبر 2024 | 5.547%                | 5.678%                |
| 11      | 21 سبتمبر 2024 | 5.981%                | 6.515%                |
| 12      | 22 سبتمبر 2024 | 7.348%                | 8.270%                |
| 13      | 28 سبتمبر 2024 | 5.410%                | 5.857%                |
| 14      | 29 سبتمبر 2024 | 7.110%                | 8.179%                |
| 15      | 5 اكتوبر 2024  | 6.065%                | 6.987%                |
| 16      | 6 اكتوبر 2024  | 8.458%                | 9.469%                |
| متوسط   | متوسط          | 5.887%                | 6.596%                |

## الإنتاج
في أغسطس 2023، أعلن عن المسلسل تحت عنوان "ابن صديقة أمي" للمخرج يوو جي-وون والكاتبة شين ها-اون، الذي عملا سابقًا في "مسقط رأس تشا تشا تشا" (2021). وانتاجه من قبل استوديو دراغون بتعاون مع ديرمودوري.

## روابط خارجية
- الموقع الرسمي
 باللغة الكورية
- الحب المجاور على موقع IMDb (الإنجليزية)
- الحب المجاور على موقع نتفليكس (الإنجليزية)
- الحب المجاور على موقع فيلمافينيتي (الإسبانية)
- الحب المجاور على موقع قاعدة بيانات الفيلم (الإنجليزية)
- الحب المجاور على هانسينما